# 王家礎
王家礎（？—？），號荩銘，山西澤州陽城縣人，明朝政治人物。

## 生平
萬曆十九年（1591年）辛卯科山西鄉試舉人。萬曆二十年（1592年），登壬辰科第三甲第四十一名進士，吏部觀政授涇陽知縣，未任而卒。

## 家族
曾祖王寰；祖父王得財；父王豸。